# Kristian Lima de Faria
Kristian Lima de Faria, född Kristian Bjerknes-Lima de Faria 29 december 1965 i Lund, är en svensk skådespelare. Han är son till Antonio Lima de Faria.
Lima de Faria studerade vid Teaterhögskolan i Göteborg 1988–1991 och efter studierna var han engagerad vid Göteborgs Stadsteater fram till 1997. Han har därefter arbetat som frilans vid Folkteatern, Angereds Nya Teater, Backa Teater i Göteborg samt Orionteatern och Judiska teatern i Stockholm.

## Filmografi
- 1993 – Den korsikanske biskopen (TV-serie)
- 1994 – Rena Rama Rolf (TV-serie) ett avsnitt i säsong 2
- 1995 – Nadja
- 1996 – Polisen och pyromanen (TV-serie)
- 1997 – Änglarna sover (TV-serie)
- 1999 – Noll tolerans
- 2000 – Sjätte dagen (TV-serie)
- 2001 – Kommissarie Winter (TV-serie)
- 2002 – Suxxess
- 2003 – En ö i havet
- 2005 – Van Veeteren – Münsters fall
- 2006 – När mörkret faller
- 2007 – En spricka i kristallen
- 2008 – Patrik 1,5
- 2010 – Ond tro
- 2010 – Andra Avenyn (TV-serie)
- 2011 – Irene Huss – En man med litet ansikte
- 2011 – Bron (TV-serie)

## Teater

### Roller (ej komplett)
| År   | Roll | Produktion                    | Regi              | Teater                |
| ---- | ---- | ----------------------------- | ----------------- | --------------------- |
| 2001 |      | Den svagare Mattias Andersson | Mattias Andersson | Backa teater          |
| 2007 |      | Lilla livet Sofia Fredén      | Alexander Öberg   | Göteborgs stadsteater |